# Creuse (rivier)
De Creuse is een rivier in Midden-Frankrijk. Ze ontspringt op 932 meter hoogte op het plateau van Millevaches en mondt uit in de Vienne bij Bec des Deux Eaux (Châtellerault).
De rivier loopt achtereenvolgens door vier departementen in drie verschillende regio's:
- departement Creuse in Nouvelle-Aquitaine
- departement Indre in Centre-Val de Loire
- departement Indre et Loire in Centre-Val de Loire
- departement Vienne in Nouvelle-Aquitaine

De voornaamste zijrivieren zijn de Gartempe, de Sédelle en de Petite Creuse.